# Дуэ-Нор

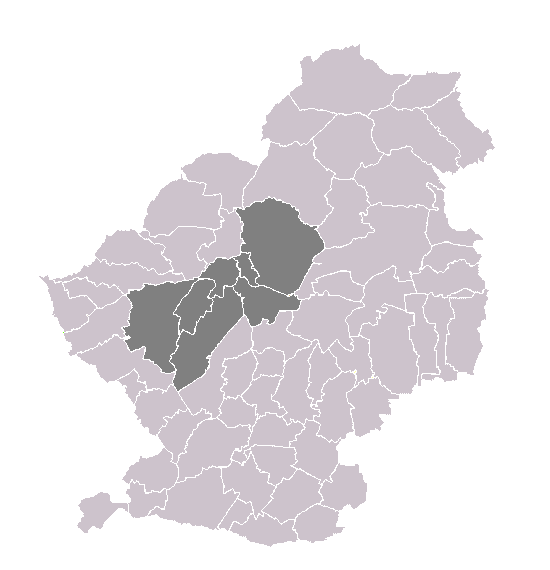
Кантон Дуэ-Нор в составе округа

Дуэ-Нор (фр. Douai-Nord) — упразднённый кантон во Франции, находился в регионе Нор — Па-де-Кале, департамент Нор. Входил в состав округа Дуэ.
В состав кантона входили коммуны (население по данным Национального института статистики за 2011 г.):
- Анье (959 чел.)
- Вазье (7 710 чел.)
- Дуэ (8 137 чел.) (частично)
- Лаллен (6 496 чел.)
- Сен-ле-Нобль (16 027 чел.)
- Флин-ле-Раш (5 469 чел.)

## Экономика
Структура занятости населения (без учета города Дуэ):
- сельское хозяйство — 0,9 %
- промышленность — 10,5 %
- строительство — 7,7 %
- торговля, транспорт и сфера услуг — 40,5 %
- государственные и муниципальные службы — 40,5 %

Уровень безработицы (2010) - 18,3 % (Франция в целом - 12,1 %, департамент Нор - 15,5 %). 

Среднегодовой доход на 1 человека, евро (2010) - 17 217 (Франция в целом - 23 780, департамент Нор - 21 164).

## Политика
Жители кантона устойчиво симпатизируют «левым». На президентских выборах 2012 г. они отдали в 1-м туре Франсуа Олланду 27,8 % голосов против 24,6 % у Марин Ле Пен и 18,1 % у Николя Саркози, во 2-м туре в кантоне победил Олланд, получивший 61,2 % голосов (2007 г. 1 тур: Сеголен Руаяль - 25,2 %, Саркози - 24,1 %; 2 тур: Руаяль - 54,6 %). На выборах в Национальное собрание в 2012 г. кантон был разделен на два округа, и в обоих случаях жители кантона поддержали действующих депутатов от Левого фронта - Марка Доле (17-й избирательный округ - 27,0 %) и Жана-Жака Канделье (16-й избирательный округ - 30,5 %). (2007 г. 16-й округ. Жан-Жак Канделье (ФКП) - 29,9 % и 57,5 %. 17-й округ. Марк Доле (Левая партия) - 37,9 % и 66,7 %). На региональных выборах 2010 года больше всего голосов — 24,0 % — в 1-м туре собрал список коммунистов, социалисты заняли второе место с 22,8 %, Национальный фронт — третье с 18,7 %, а правые во главе с СНД — только четвёртое (14,3 %); во 2-м туре единый «левый список» с участием социалистов, коммунистов и «зелёных» во главе с Президентом регионального совета Нор-Па-де-Кале Даниэлем Першероном получил 57,0 % голосов, Национальный фронт Марин Ле Пен занял второе место с 23,5 %, а «правый» список во главе с сенатором Валери Летар с 19,5 % финишировал третьим.
|  | Кандидат       | Партия                  | % голосов |
|  | -------------- | ----------------------- | --------- |
|  | Жак Мишон      | Коммунистическая партия | 100,00    |
|  | Кристиан Энтан | Социалистическая партия | -         |